# Alsómislye
Alsómislye szlovákul: Nižná Myšľa kiejtéseⓘ) község Szlovákiában, a Kassai kerület Kassa-környéki járásában.

## Fekvése
Kassától 14 km-re délkeletre, a Hernád bal partján, a Hernád és az Ósva-patak közén fekszik.

## Története
A község területén, a Várhegyen, a bronzkorban – az i. e. 1400 és i. e. 1700 közötti időben – is volt már egy erődített település, melynek gazdag leletanyagú temetőjét feltárták. A település az otomani-füzesabonyi kultúrához tartozott, lakói mezőgazdasággal és kézművességgel foglalkoztak. A Moľva nevű határrészen i. e. 1800 körül keletkezett bronzkori település állt. A 8. században hagyták el végleg a területet, utolsó lakói az avarok voltak. Egy másik település is létezett a falu határában, melynek legkorábbi leletei a kőkorszakig nyúlnak vissza, majd a bronzkorban és a római korban is lakták. Utolsó lakói valószínűleg a kelták voltak.
A mai községet 1270-ben említik először. A falu felett állnak az Abák alapította Árpád-kori premontrei prépostság romjai, melyet a husziták várrá alakítottak, majd 1458-ban Rozgonyi Sebestyén foglalta vissza ostrommal. 1678-ban Thököly hadai foglalták el.
A 18. század végén Vályi András így ír róla: „MISLE. Alsó, és Felső Misle. Két magyar falu Abaúj Várm. földes Ura a’ Tudományi Kintstár, lakosai katolikusok, fekszenek Kassához 1 3/4 órányira, határjok közép termékenységű, vagyonnyaik jelesek, Alsó Misle határjának egy részét az áradások járják néha.”
Fényes Elek 1851-ben kiadott geográfiai szótárában így ír a faluról: „Mislye (Alsó) Dolna Missla, tót falu, Abauj vmegyében, a Tarcza mellett, Kassához délre, 1 1/2 órányira: 797 kath., 1 ref., 1 evang., 8 zsidó lak. Kath. paroch. templom. Nagy urasági-lakház, melly hajdan kolostor volt. Határja sok javakkal megáldatott: van termékeny szántófölde és rétje; az Osva, Tarcza, Hernád vizeiben jó halászata; a Tarczán három, a Hernádon négy kerekü malma, kása és kender-törővel; 2 vendégfogadója; sőr és pálinkaháza. F. u. a tudományi kincstár s feje egy uradalomnak.”
Borovszky Samu monográfiasorozatának Abaúj-Torna vármegyét tárgyaló része szerint: „Szalánczon és Rákoson át visszakerülve, és ismét az Ósva völgyébe ereszkedve, a kassa-ujhelyi vasút mentén találjuk a két Mislyét. Alsó-Mislye régi hires hely; a Hernád völgyébe tekintő dombján állott a középkorban prépostsága, melynek épülete ma a plébániát és a postahivatalt foglalja magában. Körjegyzőség székhelye, 146 házzal, 1096 tót és kevés magyar lakossal, vasúti állomással. Az egész község a domboldalra van épitve; házait meredek utczák kötik össze. A házak fölött uralkodik a régi prépostsági templom, melyhez a községből magas lépcsőzet vezet föl. Lakosai Mária Terézia uralkodása alatt német telepítvényesek voltak, de majd mind eltótosodtak. Nevezetessége az emlitett prépostsági épület. A Szt. Miklósról nevezett premontrei prépostságot az Aba nemzetségből származó Somos család alapitotta. 1289-ben már virágzott. E prépostságnak és a széplaki apátságnak birtokait Zápolya János Gecsey Mártonnak és Lónyay Györgynek adományozta. Később Cseh János egri kanonok, majd pécsi püspök birta 1630-tól 1643-ig, utána a Kátay család birtokába került, melytől Kisdy Benedek egri püspök visszavásárolta és a jezsuitáknak meg az általa Kassán alapitott akadémiának ajándékozta. Midőn a jezsuitarendet eltörölték, a birtok a vallás- és tanulmányi alap tulajdonába ment át. A községben egy Koscelka nevü meleg forrás van és az Ósván átvivő vasúti hiddal szemben, a helységtől keletre egy még ki nem kutatott barlang, a 836 méter magas, hatalmas gerincével messze ellátszó Kőszálhegy oldalában. Alsó-Mislyét 1458-ban a huszták tartották megszállva, de I. Mátyás király seregei elfoglalták és az őrséget lekaszabolták. 1678-ban Thököly Imre vette be ostrommal Mislyét.”
A trianoni diktátumig Abaúj-Torna vármegye Füzéri járásához tartozott, majd az új Csehszlovák államhoz csatolták. 1938 és 1945 között ismét Magyarország része.

## Népessége
| Év:            | 1994. | 2004.    | 2014.    | 2024.   |
| -------------- | ----- | -------- | -------- | ------- |
| Emberek száma: | 1216  | 1394     | 1678     | 1615    |
| Eltérés:       |       | +14,63 % | +20,37 % | -3,75 % |

| Év:            | 2023. | 2024.   |
| -------------- | ----- | ------- |
| Emberek száma: | 1617  | 1615    |
| Eltérés:       |       | -0,12 % |

1910-ben 1019-en, többségében szlovák anyanyelvűek lakták, jelentős magyar kisebbséggel.
2011-ben 1610 lakosából 1119 szlovák és 213 cigány volt.

## Nevezetességei
- A falutól délre, az Ósva-patak mellett 13. századi, kora gótikus kolostor alapfalai találhatók. A kolostor a 15. századig működött, körülötte 33 középkori sírt tártak fel.
- 13. századi premontrei prépostság romjai, mely 1527-ig állt fenn. Később a 17. században a jezsuiták újjáépítették és iskola működött benne.
- Klasszicista kápolna (19. század).